# カルラの歌
『カルラの歌』（Carla's Song）は、1996年制作のイギリス映画。グラスゴーとニカラグアを舞台に、スコットランド人男性とニカラグア女性のラブストーリーを描く。

## ストーリー
グラスゴーでバスの運転手として働くジョージは、無賃乗車をした外国人女性カルラを見逃したことから、彼女と知り合うようになる。ジョージには恋人もいたが、次第にカルラに惹かれていく。しかし、カルラは自分のことを話そうとしない。

## キャスト
- ロバート・カーライル：ジョージ・レノックス
- オヤンカ・カベサス：カルラ
- スコット・グレン：ブラッドリー
- サルヴァドール・エスピノーサ：ラファエル

## 関連事項
- ニカラグア内戦